# Вулиця Монастирська (Полтава)
Ву́лиця Монасти́рська — одна із вулиць Полтави, розташована у Шевченківському районі. Пролягає від вулиці Соборності до сполучення вулиць Лугової і Підмонастирської. Перейменована в 1923 році на Радянську. 21.09.1999 їй повернуто історичну назву. Одна з 8 радіальних вулиць, що беруть початок від Круглої площі. До вулиці Монастирської прилучаються: вулиці Остроградського—Європейська—Пилипа Орлика—Володимира Козака—Подільський узвіз, Баварський провулок, Бистрівський—вулиця Бойків Яр —провулок Михайла Амвросимова
Прокладена на початку XIX століття у бік Полтавського Хрестовоздвиженського монастиря, який завершує перспективу північно-східного напрямку. Південно-західний відтинок спрямовано на монумент Слави. У будинку № 14 (не зберігся) у 1871—1889 роках жив Панас Мирний. На розі вулиць Монастирської та Архієрейської (тепер вулиця Володимира Козака) у 1908 році було встановлено перевезену з Ромен Покровську церкву.

## Галерея

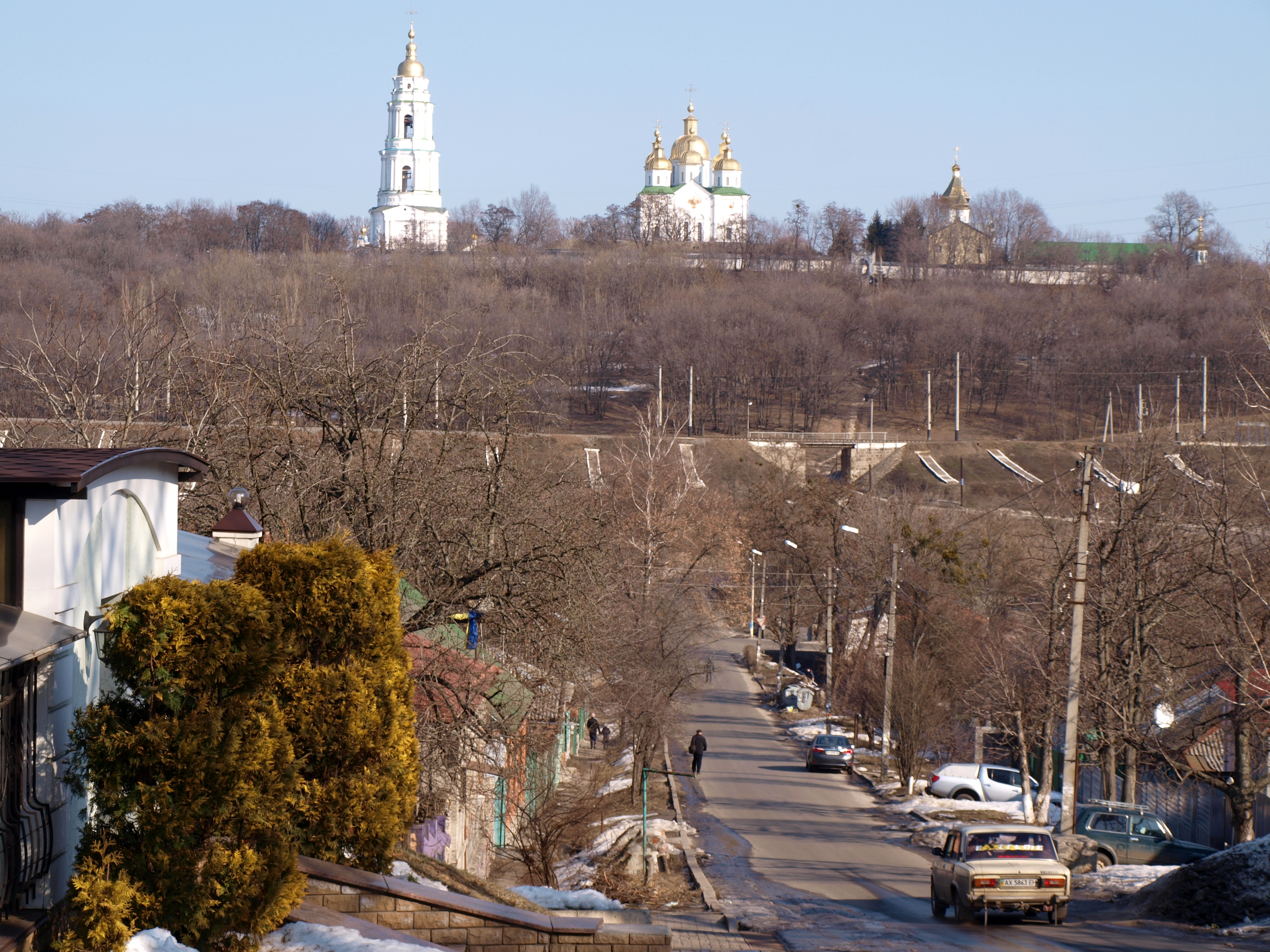
Вид з Монастирської на Хрестовоздвиженський монастир
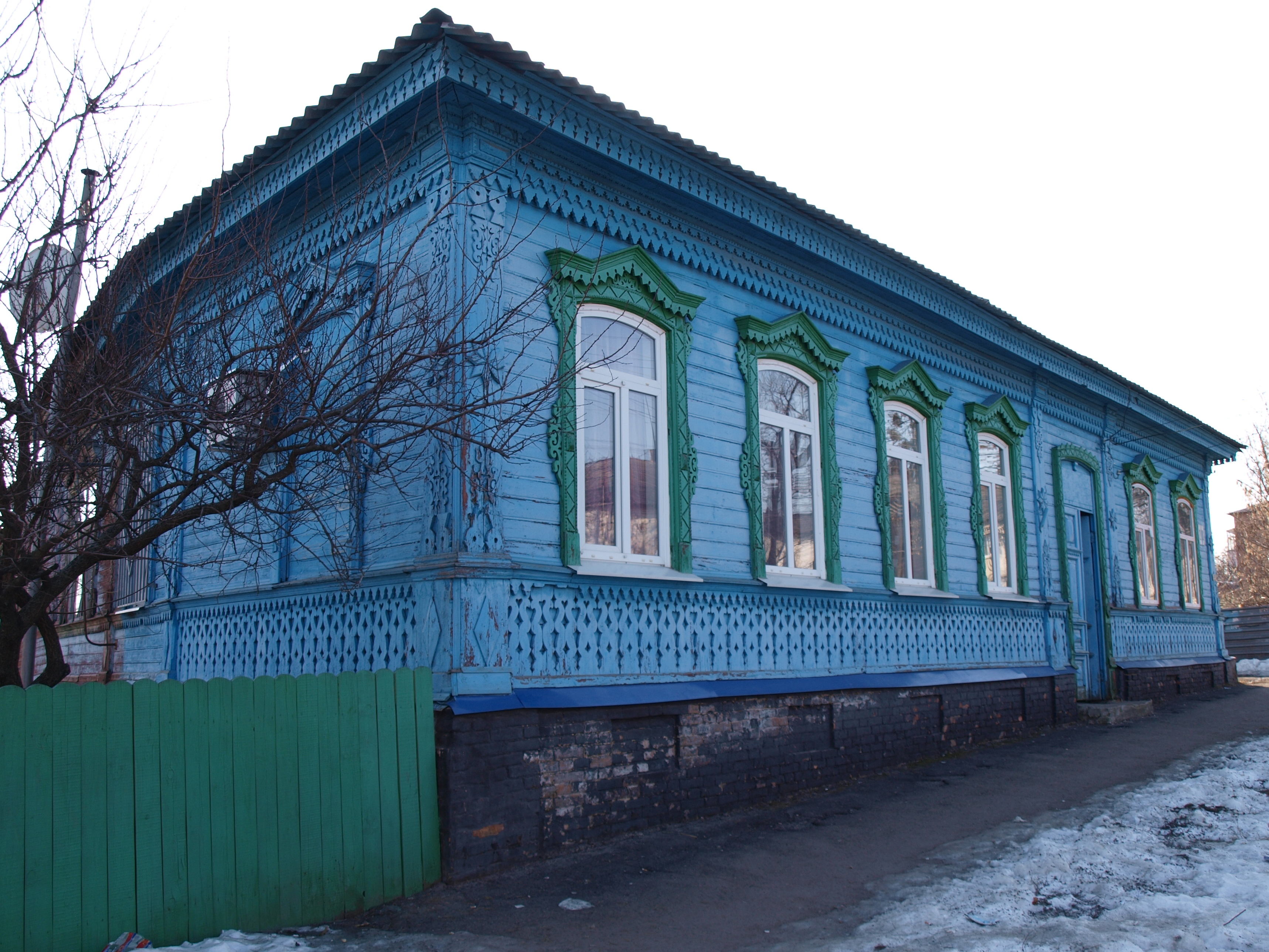
Монастирська 28
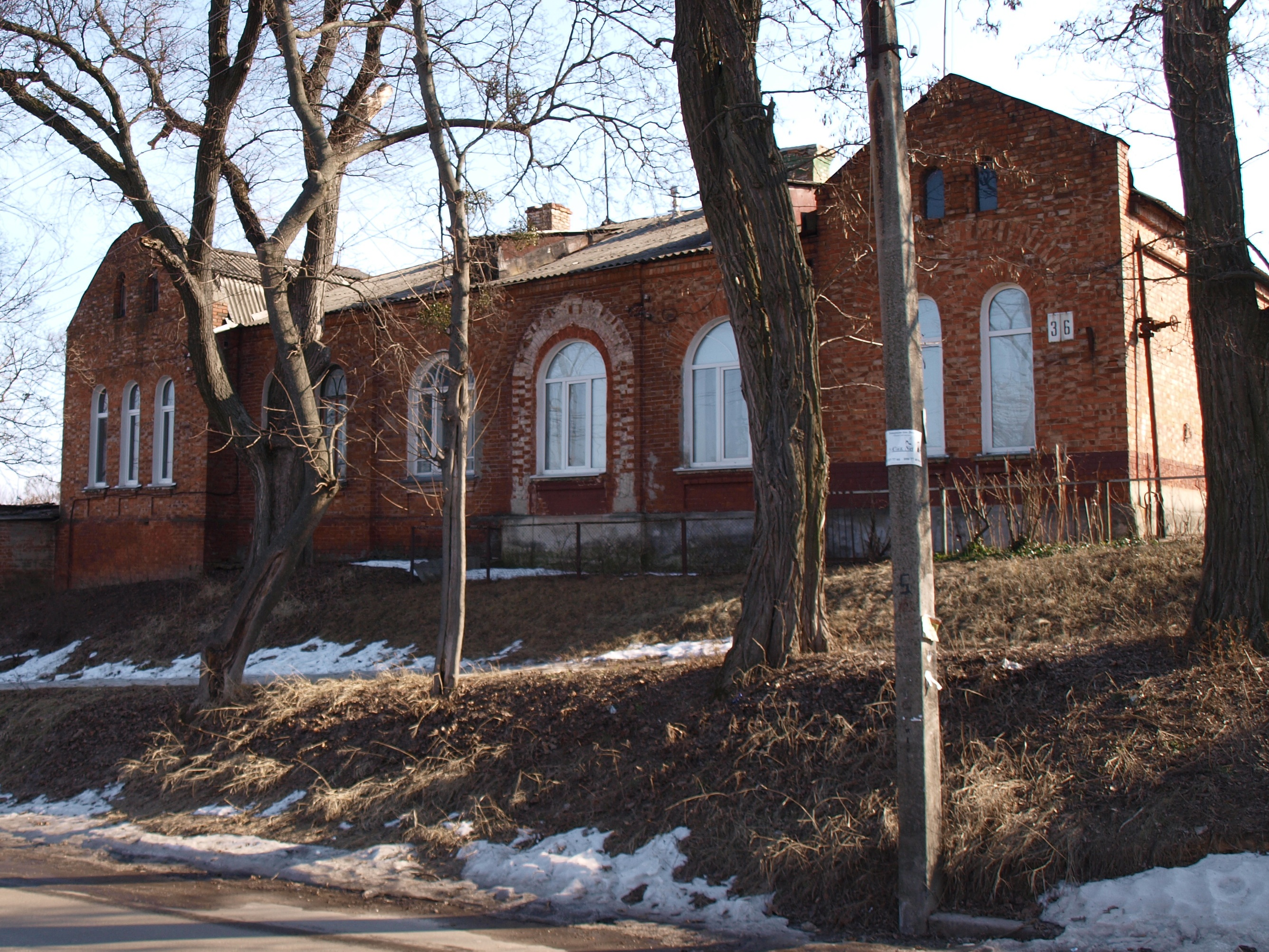
Монастирська 36